# Bobo the Bear
Bobo the Bear (Nederlands: Bobo de Beer) is een Muppetpersonage dat zijn debuut maakte in de Amerikaanse televisieserie Muppets Tonight.

## Poppenspeler
Bill Barretta is de poppenspeler van Bobo, alsook van de Muppets Pepe the King Prawn en Johnny Fiama, die, net zoals Bobo, ook hun debuut maakten in Muppets Tonight.
De Nederlandse stem van Bobo wordt verzorgd door Howard Komproe in The Muppets, door Murth Mossel in Muppets Most Wanted en door Milan van Weerden in Muppets Now en Muppets Haunted Mansion.

## Muppets Tonight
Bobo werkt in Muppets Tonight als de portier van de KMUP-studio's, waarin de Muppets een televisieprogramma maken.